# Bestgore.com
bestgore.com (cách điệu: BestGore.com, Bestgore; viết tắt: BG) là một trang web gây sốc Canada thuộc sở hữu bởi Mark Marek, chuyên cung cấp và lưu trữ các tin tức, hình ảnh và video mang tính bạo lực cao, với sự đóng góp từ người dùng và bình luận ý kiến. Vào thời điểm năm 2012, trang web đã nhận được nhiều sự chú ý từ giới truyền thông sau khi lưu trữ một đoạn phim ghi lại cảnh giết người có liên quan đến vụ án mạng Lâm Tuấn. Kết quả, chủ sở hữu của trang web đã bị bắt và bị kết án theo luật của Canada vì tội lưu trữ và phát tán các tài liệu băng hoại ra công cộng.
Hiện tại trang web đã bị đóng cửa sau hơn 12 năm hoạt động

## Lịch sử
Trang web được ra mắt lần đầu vào ngày 30 tháng 4 năm 2008 bởi Mark Marek, một người Canada-Slovak, chuyên lưu trữ các tài liệu ảnh và video có thật mang tính bạo lực cao về các hành vi như đánh nhau, giết người, tự tử, tra tấn, phẫu thuật, tùng xẻo, tai nạn, hiếp dâm và ấu dâm.
Trong một cuộc phỏng vấn năm 2017 với GQ Australia, Mark Marek đã nhấn mạnh rằng chi phí cho việc duy trì trang web tốn kém nhiều hơn so với doanh thu, đồng thời cũng cho biết nội dung chủ yếu trên đây là phim khiêu dâm, tuy nhiên số phim khiêu dâm sưu tầm và đăng tải hiện nay đã ít hơn so với cách đây 5 năm.
Kể từ ngày 15 tháng 11 năm 2020, trang web được coi là không còn hoạt động khi người sáng lập đã quyết định tập trung sự chú ý của mình vào các sở thích khác. Vào ngày 17 tháng 11 năm 2020, khi được hỏi trong phần bình luận trên trang lbry.tv của bestgore.com rằng liệu có ngừng hoạt động hay không, Mark Marek đã trả lời: "Rất có thể là vĩnh viễn".

## Tranh cãi và các vấn đề pháp lý

### Vụ án mạng Lâm Tuấn
Vào tháng 6 năm 2012, trang web đã bị chỉ trích nặng nề vì lưu trữ video 1 Lunatic 1 Ice Pick, ghi lại cảnh giết người và phân xác bởi Luka Magnotta. Ban đầu cảnh sát nói rằng Marek đã từ chối khi được yêu cầu xóa video trên khỏi trang web.
Vào tháng 6 năm 2012, có thông tin cho rằng Service de Police de la Ville de Montréal đang điều tra bestgore.com về tội danh đăng tải tài liệu tục tĩu. Toronto Sun cũng tuyên bố rằng đã có các bằng chứng đủ để kết tội Marek, nhưng anh phủ nhận.
Ngày 16 tháng 7 năm 2013, cảnh sát Edmonton đã bắt giữ Marek với tội danh băng hoại đạo đức vì lưu trữ video trên dựa theo mục 163 của Bộ luật Hình sự Canada với mức án tối đa là hai năm tù. Một điều tra viên của cảnh sát cũng mô tả trang web mang tính "phân biệt chủng tộc, kích động lòng hận thù, bạo lực". Dù vậy sau đó Marek đã được tại ngoại, nhưng bị bắt lại lần nữa vào ngày 26 tháng 7. Vào tháng 1 năm 2016, anh nhận tội và được tuyên án bằng một bản án có điều kiện bao gồm ba tháng quản thúc tại gia và ba tháng lao động công ích.